# 莫里安瓦勒
莫里安瓦勒（法語：Morienval，法語發音：[mɔʁjɛ̃val]）是法国瓦兹省的一个市镇，位于该省东部，属于桑利斯区。

## 地理
莫里安瓦勒（49°17'53"N, 2°55'12"E）面积25.74 平方千米，位于法国上法蘭西大區瓦兹省，该省份为法国北部内陆省份，北起索姆省，西接厄尔省和滨海塞纳省，南至塞纳-马恩省和瓦兹河谷省，东临埃纳省。
与莫里安瓦勒接壤的市镇（或旧市镇、城区）包括：阿拉蒙、勒特伊、瓦卢瓦地区博讷伊、费尼厄、弗雷努瓦-拉里维耶尔、日洛库尔、奥鲁伊、皮埃尔丰、圣让欧布瓦。

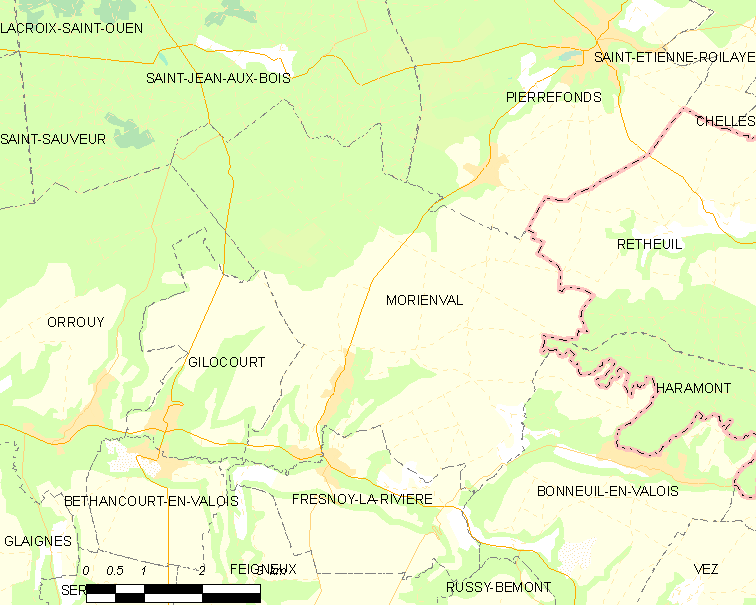
莫里安瓦勒的OSM定位图

莫里安瓦勒的时区为UTC+01:00、UTC+02:00（夏令时）。

## 行政
莫里安瓦勒的邮政编码为60127，INSEE市镇编码为60430。

## 政治
莫里安瓦勒所属的省级选区为瓦卢瓦地区克雷皮县。

## 人口

1962-2008年间莫里安瓦勒人口变化图示

莫里安瓦勒于2022年1月1日时的人口数量为1055人。